# Roca de Monteguida
La Roca de Monteguida és una formació rocosa i cim de 1.557 metres d'altitud que es troba a la meitat nord de la Serra de Monteguida, en el terme municipal d'Abella de la Conca, a la comarca del Pallars Jussà.
És al nord-oest del poble d'Abella de la Conca, en la serra que comença damunt del poble mateix, la Serra de Monteguida. El seu vessant occidental és dins de la partida d'Ordins, i l'oriental, en la de l'Obaga de Toà.
Aquesta roca, com la serra a la qual pertany, pren el nom, segons explica Joan Coromines per a mots com ara Guido i Guiu, de l'antropònim gòtic Witizon o Witiza.